# 菲亞納蘭楚阿省
菲亞納蘭楚阿省（法語：Fianarantsoa，意为“良好的教育”）是馬達加斯加的一個省，位於該國東南部，東臨印度洋。面積103,272平方公里，2001年人口3,366,291人。首府菲亞納蘭楚阿。下分23縣。

## 行政区划
菲亞納蘭楚阿省在2009年被废除，并别划分为5个区：阿齊莫-阿齊那那那區、阿穆鲁尼马尼亚区、上馬齊亞特拉區、伊霍羅貝區、法土法韋-非圖韋那尼區。下有23个县。
- 阿齊莫-阿齊那那那區：
  - 5. 貝富塔卡
  - 7. 法拉凡加納
  - 19. Midongy-Sud
  - 21. 萬加因德拉努
  - 23. 翁德魯祖
- 阿穆鲁尼马尼亚区：
  - 2. 安巴圖菲南德拉哈納
  - 4. 安布西特拉
  - 6. 凡德里亞納
  - 17. Manandriana（英语：Manandriana）
- 上馬齊亞特拉區：
  - 1. 安巴拉沃
  - 3. 安布希馬哈蘇阿
  - 8. Fianarantsoa Rural
  - 9. 菲亞納蘭楚阿市
  - 13. 伊卡拉馬武尼
- 伊霍羅貝區：
  - 10. 亞庫拉區
  - 12. 伊胡西區
  - 15. 伊武希貝區
- 法土法韋-非圖韋那尼區：
  - 11. 伊法納迪亞納
  - 14. 伊孔古
  - 16. 馬納卡拉
  - 18. 馬南扎里
  - 20. 努西瓦里卡
  - 22. 武希佩努